# Inside (album)
Inside este un albumul de referință din 1968, al flautistului de jazz Paul Horn, considerat printer cele mai timpurii  înregistrări de muzică New Age și World Music Fusion. Albumul, ce oferă sunete spațioase, cu ecou, create în locuri cu semnificație spirituală, a fost înregistrat în interiorul mausoleum-ului Taj Mahal pe 25 aprilie 1968, în timpul călătoriei lui Horn cu  The Beatles în India, și lansat la casa de discuri Epic Records. Albumul a fost vândut în peste 1 milion de copii, fiind relansat în alte ediții și sub numele Inside the Taj Mahal.

## Personal
- Paul Horn - flaut, compositor și producător
- Earl Barton și Larry Kurland - fotografi
- paza neidentificată - acompanimentul cântat

## Lista pieselor
- (toate piesele sunt compuse de Horn)
- Partea 1

1. "Prologue/Inside" (3:57)
2. "Mantra I/Meditation" (2:20)
3. "Mumtaz Mahal" (3:23)
4. "Unity" (4:32)
5. "Agra" (1:38)

- Partea 2

1. "Vibrations" (1:41)
2. "Akasha" (2:52)
3. "Jumna" (2:42)
4. "Shah Jahan" (5:40)
5. "Mantra II/Duality" (2:24)
6. "Ustad Isa/Mantra III" (2:27)